# Teun de Nooijer

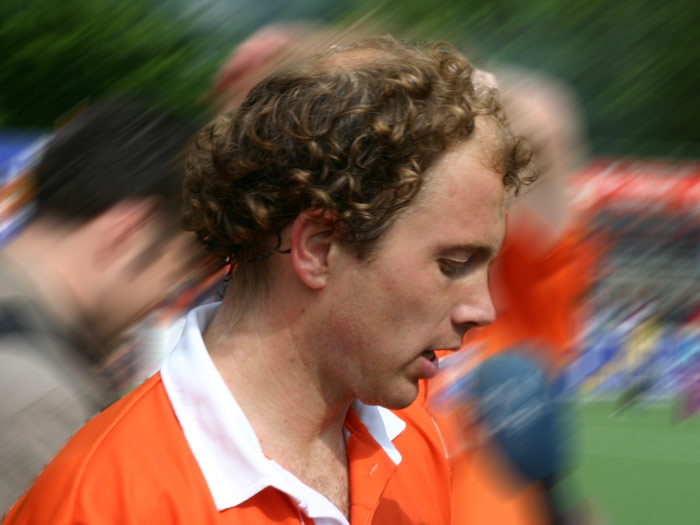
Teun de Nooijer

Teun Floris de Nooijer (* 22. März 1976 in Egmond aan den Hoef) ist ein niederländischer Hockeyspieler, der bei den Olympischen Spielen 1996 und 2000 mit der niederländischen Hockeynationalmannschaft der Niederlande die Goldmedaille gewann. Bei weiteren drei Olympiateilnahmen gewann er darüber hinaus zwei Silbermedaillen. Sein Debüt in der Nationalmannschaft gab Teun de Nooijer am 4. Juni 1994 während eines Freundschaftsspiels gegen Neuseeland. Seitdem absolvierte er über 400 Spiele für die Niederlande.
De Nooijer spielt für den niederländischen Verein HC Bloemendaal (früher zusammen mit Christopher Zeller) in der Hoofdklasse. Zuvor war er für den niederländischen Verein A.M.H.C Alkmaar und für den Bundesligisten Harvestehuder THC aktiv.
Im Finale der Feldhockey-Weltmeisterschaft der Herren 1998 erzielte er im Final das Golden Goal gegen Spanien und wurde Weltmeister. Teun de Nooijer wurde 2003, 2005 und 2006 zum Welthockeyspieler des Jahres gewählt. De Nooijer ist somit der erste männliche Hockeyspieler, der die Auszeichnung dreimal erhielt.
Er ist mit der deutschen Ex-Nationalspielerin Philippa Suxdorf verheiratet.